# Reply 1997
Reply 1997 (hangul: 응답하라 1997; RR: Eungdabhara 1997) är en sydkoreansk TV-serie som sändes på tvN från 24 juli till 18 september 2012. Jung Eun-ji, Seo In-guk, Eun Ji-won, Shin So-yul, Hoya och Lee Si-eon spelar i huvudrollerna.

## Rollista (i urval)
- Jung Eun-ji - Sung Shi-won
- Seo In-guk - Yoon Yoon-jae
- Hoya - Kang Joon-hee
- Shin So-yul - Mo Yoo-jung
- Eun Ji-won - Do Hak-chan
- Lee Si-eon - Bang Sung-jae
- Sung Dong-il - Sung Dong-il
- Lee Il-hwa - Lee Il-hwa
- Song Jong-ho - Yoon Tae-woong